# Versteller (fiets)

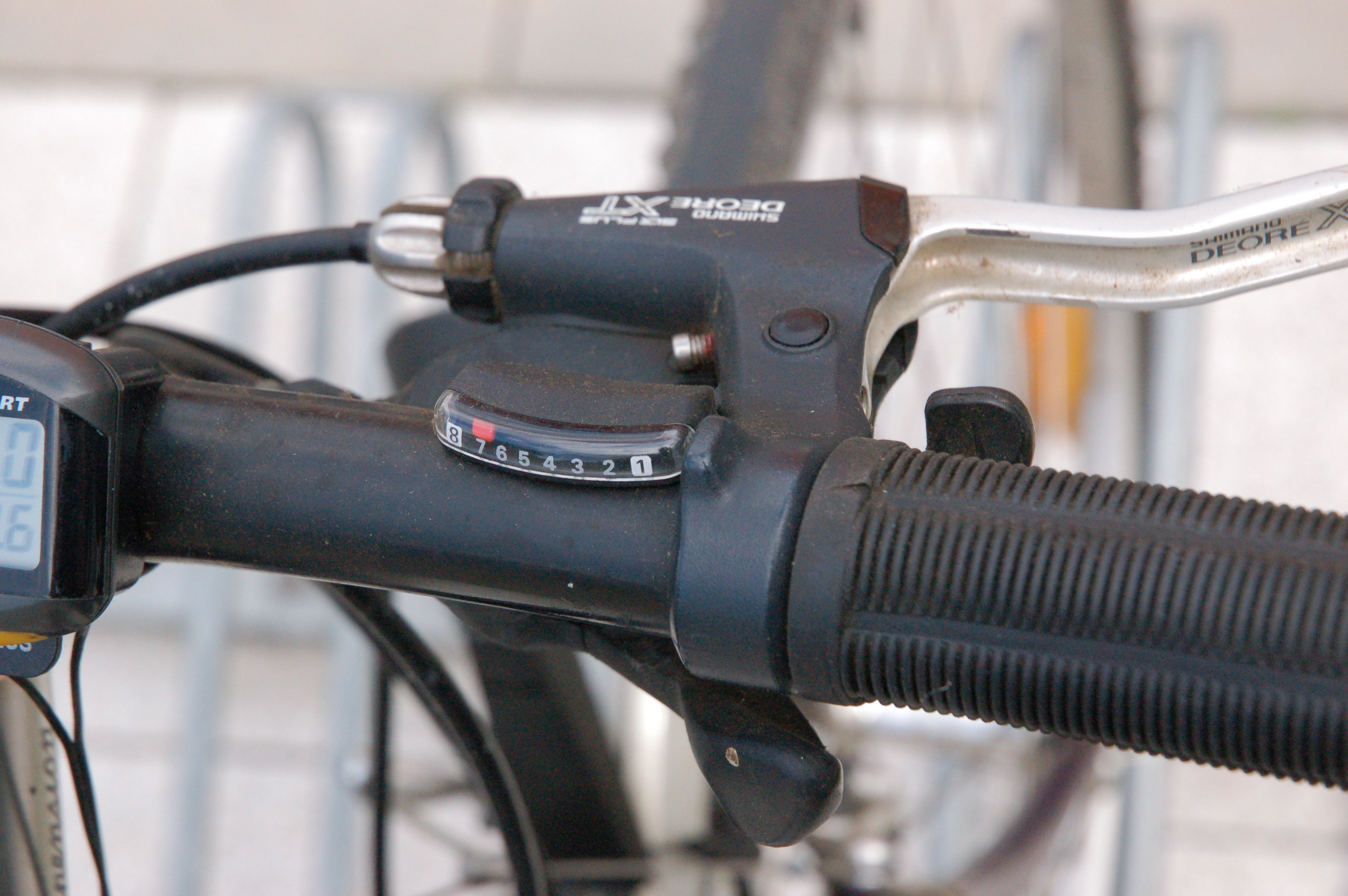
Klikversteller voor de achterderailleur die bediend wordt met de duim en wijsvinger

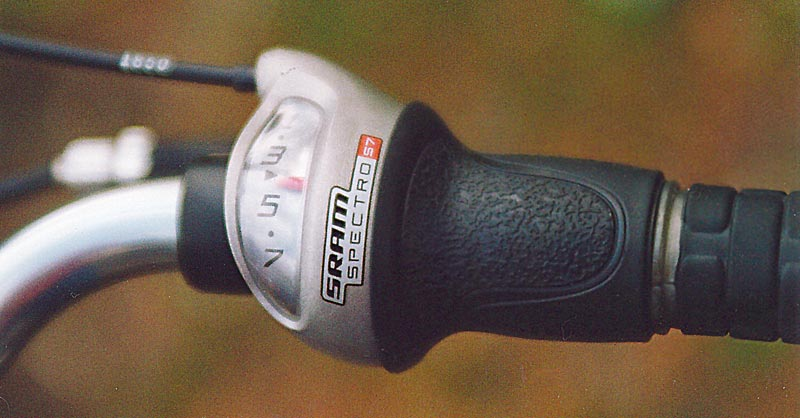
Een versteller met een draaigreep (Grip Shift)

De versteller of shifter is een veelgebruikt onderdeel van een fiets met versnellingen. Zowel fietsen met een naafversnelling als fietsen met een derailleur gebruiken meestal voor de bediening van de versnellingen een versteller. Verstellers zijn er in verschillende uitvoeringen.

## Derailleur
Voor zowel oude als zeer recente systemen komt het schakelen in principe op hetzelfde neer. Door middel van de versteller wordt de derailleur via een bowdenkabel bediend en kan de ketting van het ene kettingwiel naar het andere kettingwiel gebracht worden. Met de introductie van een combinatiesysteem (oftewel verstellers en remmen ineen), is het schakelen aanzienlijk makkelijker geworden ten opzichte van de oudere systemen. Tijdens het schakelen dient er wel doorgetrapt te worden, maar zonder al te veel kracht zetten. Schakelen in stilstand is dus niet mogelijk.
De derailleur wordt bij een racefiets met een recent verstellersysteem vaak bediend met een tweetal hendels die in de schakelaar van het remsysteem van de racefiets geïntegreerd zijn. Met het complete systeem kan dus zowel geremd als geschakeld worden. Geremd wordt er door in de complete schakelaar te knijpen; voor het op- en afschakelen worden de hendels naar binnen bewogen. De linker- en rechterhendel zijn hierbij elkaars spiegelbeeld: om te schakelen wordt de linkerhendel naar rechts en de rechterhendel naar links bewogen. Shimano introduceerde dit systeem (STI = Shimano Total Integration) in 1990. Voorheen werd de schakelaar vaak op een van de buizen van het frame gemonteerd (een zogeheten "buiscommandeur"); ook dit komt nog steeds voor. Remmen kan hierbij met beide remhendels, die aan het stuur gemonteerd zijn. De bediening verschilt onderling licht tussen de merken die deze systemen leveren.
Bij fietsen zoals mountainbikes en toerfietsen worden de derailleurs vaak met klik- of draaigreepverstellers bediend. Met de versteller links op het stuur kan de voorste derailleur worden bediend, met de versteller rechts bedient men de achterderailleur.
Moderne versnellingsapparaten hebben een kliksysteem, waarbij bij iedere "klik" een andere versnelling, dus een ander kettingwiel ingesteld wordt. Oudere uitvoeringen (met commandeurs, verstellers, op de framebuis) hebben dit systeem niet. In dit geval moet de fietser luisteren of de ketting goed op het kettingwiel is terechtgekomen.

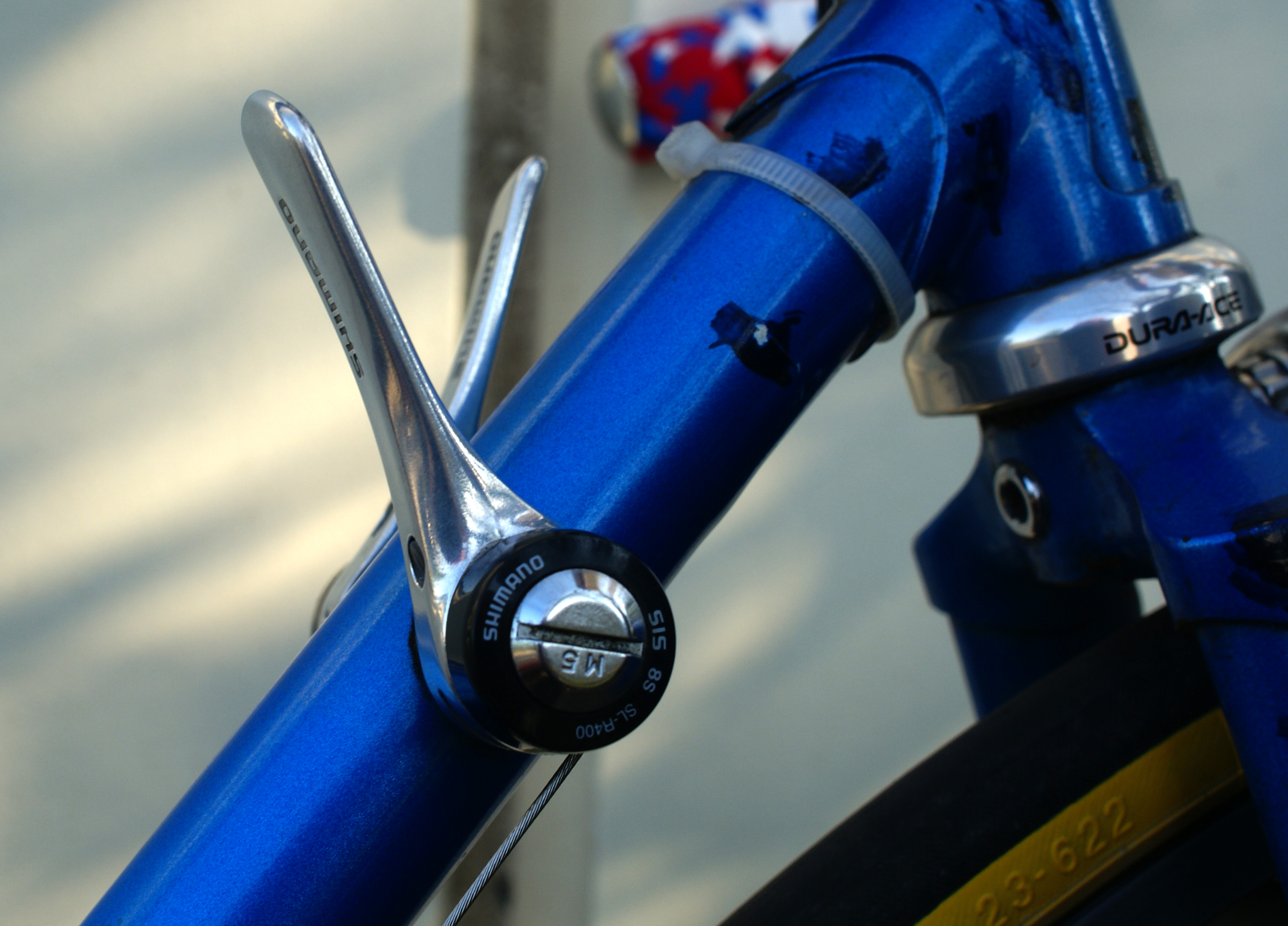
Buiscommandeurs
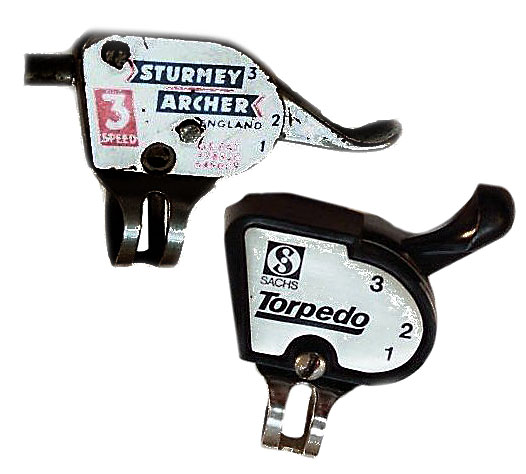
Verstellers van een naafversnelling
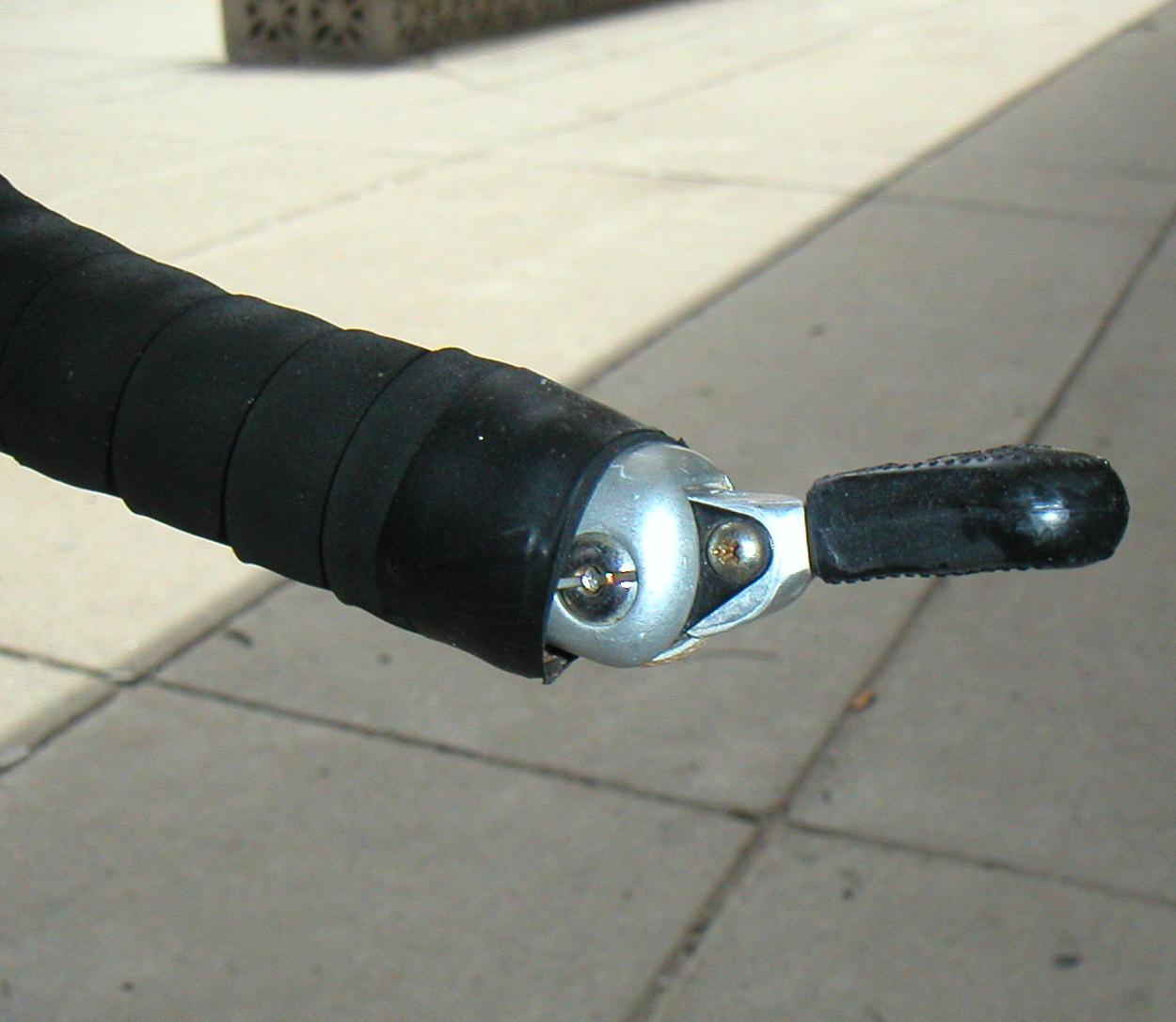
Versteller op een bar-end
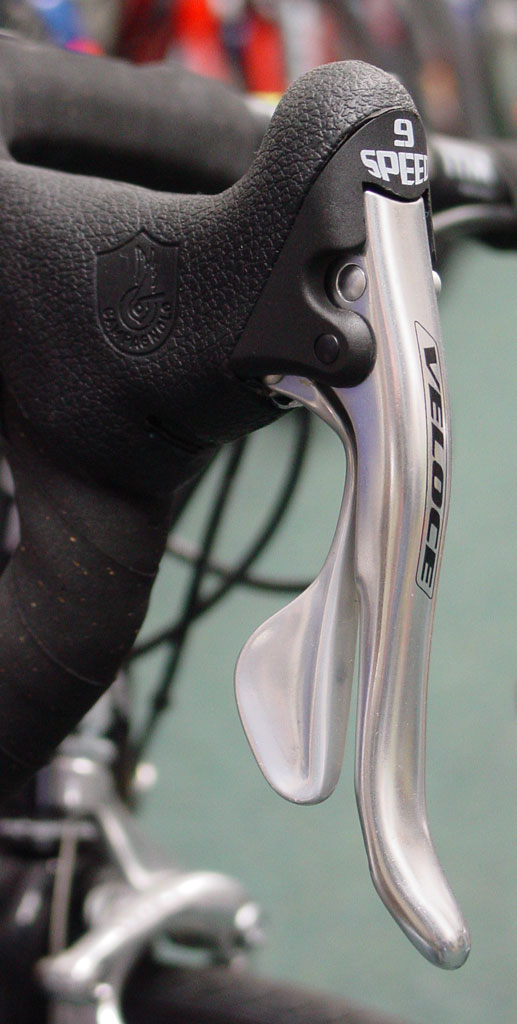
Verstellersysteem voor een racefiets geïntegreerd met het remsysteem